# Tranzitzóna
A tranzitzóna egy összefoglaló elnevezés azon ellátóterületekre, illetve létesítményekre, amelyeket előbb Budapest területén a Fővárosi Önkormányzat és a Fővárosi Önkormányzati Rendészeti Igazgatóság (FÖRI), majd később a magyar–szerb és magyar–horvát államhatár mentén a Bevándorlási és Állampolgársági Hivatal (BÁH) alakított ki az európai migrációs válság alatt 2015 augusztusától kezdődően, hogy az országba tömegesen érkező menekülteket, illetve migránsokat segítsék. A főváros területén kijelölt ideiglenes területek a három nagy fejpályaudvar (Keleti, Déli, és Nyugati pályaudvar) közelében voltak, ezen zónákban a Budapestre érkező migránsok találkozhattak egymással, alapvető orvosi felügyeletet élvezhettek, higiénés létesítményeket vehettek igénybe, valamint az itt tevékenykedő önkéntesek révén élelmiszerekhez, gyógyszerekhez és tisztálkodószerekhez juthattak, illetve tájékoztatást, fordítási segítséget is kaphattak a továbbutazás előtt. Ezeket a zónákat 2015 szeptemberében, a technikai határzár befejezése és a jogi határzár életbelépése miatti kihasználatlanság okán felszámolták. Ugyanakkor a határ mellett kialakított, Magyarország felől zárt tranzitzónákban az érkező személyeknek lehetőségük nyílt a menekültügyi eljárás rendezett körülmények között történő megindítására. A kihelyezett angol nyelvű információs táblákon a tranzitzónákat transit zone-ként nevezték meg.

## Előzmények
2015 első felében jelentősen megnőtt a Magyarországra érkező migránsok száma. 2014-ben összesen 42 777 menedékkérelmet nyújtottak be a Bevándorlási és Állampolgársági Hivatalhoz (BÁH), ez a szám 2015 első felében átlépte az 57 ezret. Július közepéig 78 ezren lépték át az országhatárt illegálisan, közülük 77 600-an Szerbia felől érkeztek. 2015. augusztus 10-én a Kossuth Rádió 180 perc című műsorában Végh Zsuzsanna, a BÁH főigazgatója azt nyilatkozta, hogy 110 ezerre nőtt a Magyarországon menedéket kérők száma, valamint a nemzetközi adatokban is 70%-os volt a növekedés az év első felében. Ekkor a befogadóállomásokon 4000-4500-an voltak, amely a duplája volt a férőhelyek akkori számának.
2015. július 31-én a Magyar Nemzet megkeresésére Tarlós István főpolgármester azt nyilatkozta, hogy a főváros intézkedési tervet készít a „naponta több ezrével érkező menekültek, illetve illegális bevándorlók” miatt, amelyről akkor már megkezdődtek az egyeztetések az érintett állami és önkormányzati, valamint civil és karitatív szervezetekkel. Ez az akcióterv részletesen előírta, hogy melyik fővárosi szervezetnek mi volt a teendője a kialakult helyzet kapcsán. Az egyeztetésben részt vett a Belügyminisztérium, a Bevándorlási és Állampolgársági Hivatal, a Fővárosi Katasztrófavédelmi Igazgatóság, a Fővárosi Önkormányzati Rendészeti Igazgatóság, a Budapesti Rendőr-főkapitányság, a Fővárosi Közterület-fenntartó Zrt., a Fővárosi Vízművek Zrt., a Fővárosi Csatornázási Művek Zrt., a MÁV, valamint a BKV is. Ekkor a Fővárosi Vízművek már két hete jelen volt a Nyugati, illetve a Keleti pályaudvarnál, hogy vizet osszon, illetve civil szervezetek és független önkéntesek már hetek óta segítettek a menekültek és migránsok által frekventált helyszíneken. Tarlós szerint a legsúlyosabb a kialakult köztisztasági helyzet volt, példaként említette azt az autóbuszt, amelyet fertőtleníteni kellett, miután azzal migránsok egy csoportját szállították kórházba fertőzés gyanújával. A főpolgármester kijelentette, hogy a lehető legkorábbra, szeptember 2-ra összehívja a Fővárosi Közgyűlés tanácskozását, ahol önálló napirendi pont volt az „illegális bevándorlók ügye”.

## Budapesti tranzitzónák

### Helyszínek

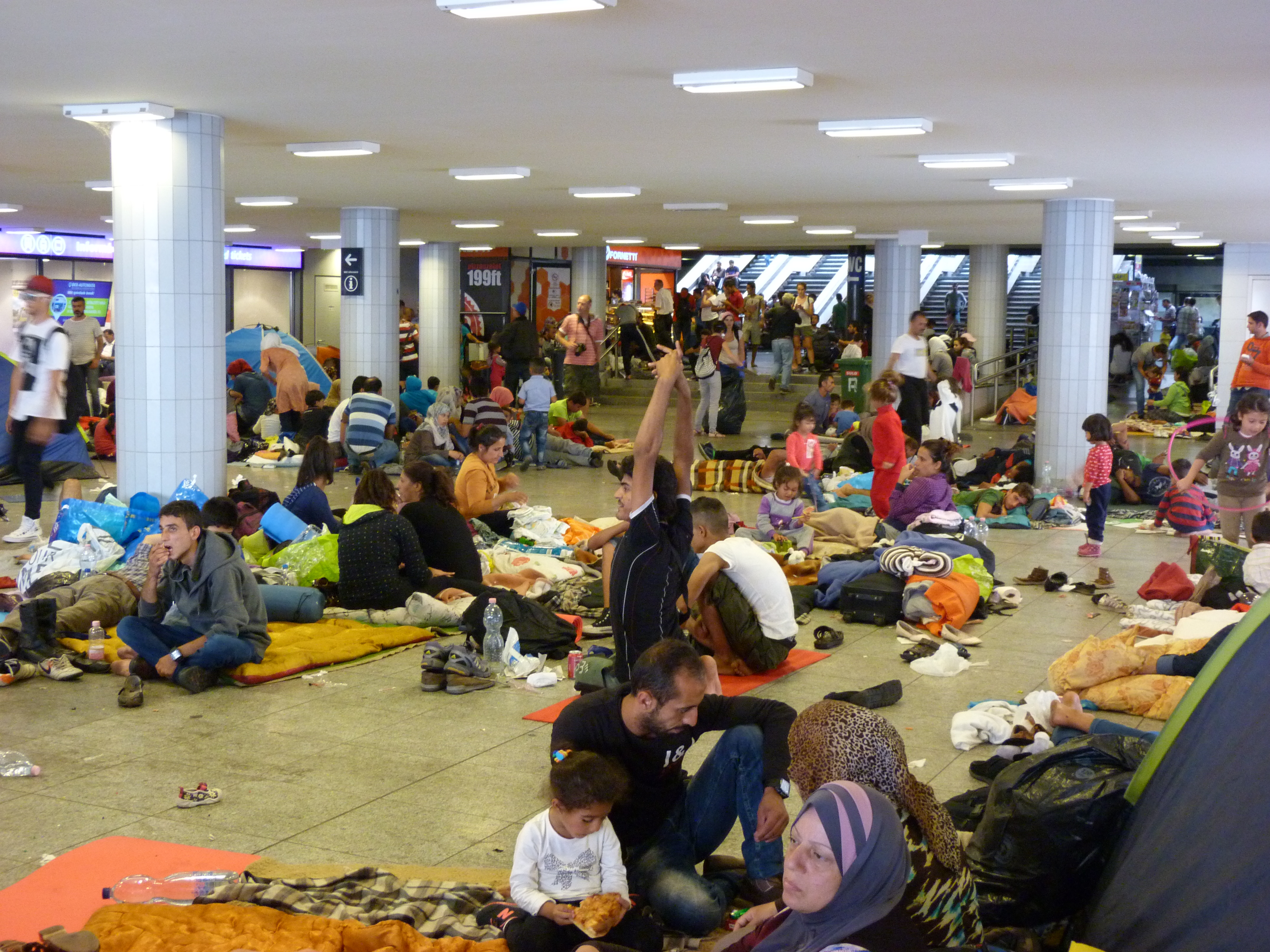
Tranzitzóna a Keleti Pályaudvarnál

Budapesten összesen három tranzitzóna működött, egy a Keleti pályaudvarnál (a Baross téri aluljáróban), egy a Déli pályaudvarnál (az aluljáró Vérmező felé eső részében), egy pedig a Nyugati pályaudvarnál (a közeli, volt MÁV-területen).

### Szolgáltatások
A fővárosi tranzitzónák célja a FÖRI egyik illetékese szerint az volt, hogy „a menekülők kevésbé legyenek jelen a zónákon kívüli területeken, illetve hogy emberségesebb körülmények között várhassák ki a továbbutazást”. Ugyanakkor a zónák igénybevétele önkéntes alapon történt, sem a rendőrség, sem a közterület-felügyelet, sem más szervezet emberei nem kényszerítettek senkit, hogy a tranzitzónákat használja.
A tranzitzónák szolgáltatásai, infrastruktúrája a következők voltak:
- alapvető orvosi felügyelet (a Máltai Szeretetszolgálat biztosította)
- mobil ivókutak (a Fővárosi Csatornázási Művek biztosította)
- zuhanyozásra, mosdásra, egészségügyi ellátásra alkalmas, folyamatosan nyitva tartó mosdóhelyiségek (az FCSM biztosította)
- mobil illemhelységek (az FCSM biztosította)
- a pályaudvarok között óránként közlekedő, színkódolt autóbuszjáratok, két Ikarus 280-as típusú csuklós busszal (a BKV biztosította)
- raktározási lehetőség az önkénteseknek
- kétnaponta, éjszaka történő területfertőtlenítés, szemetesek (a Fővárosi Közterület-fenntartó Zrt. biztosította)
- 24 órás rendőri, illetve közterület-felügyeleti jelenlét (a BRFK, illetve a FÖRI biztosította)

## Fogadtatás
A Keleti pályaudvar melletti tranzitzónát az első napon mintegy 600 migráns vette igénybe.

## Külső linkek
- Fővárosi Önkormányzati Rendészeti Igazgatóság (FÖRI) – Megnyílt az első tranzitzóna